# Gentlemen (film 1916)
Gentlemen (The Victoria Cross) è un film muto del 1916 diretto da Edward J. Le Saint (Edward LeSaint).

## Trama
In India, nel 1857, il maggiore Ralph Seton si mette in luce durante la rivolta dei Sepoy, tanto da meritarsi per il suo valore la Victoria Cross. Qualche tempo dopo, però, l'altissima onorificenza gli viene revocata per aver partecipato ubriaco a un'orgia. Nel frattempo, uno dei capi della rivolta indiana, Azimoolah, sobilla gli indigeni contro il dominio britannico e si allea con la principessa Adala che distrae Seton durante l'attacco dei ribelli. La fidanzata di Seton, Joan Strathallen, figlia di un alto ufficiale, denuncia il comportamento del maggiore con Adala, ma viene rapita da uno degli scagnozzi di Azimoolah che minaccia di ucciderla se i britannici non abbandoneranno l'area.
Seton, alla testa delle truppe di Sir Strathallen, sconfigge le forze di Azimoolah, libera Joan - riconquistandone l'amore - e riacquista la sua Victoria Cross.

## Produzione
Il film fu prodotto dalla Jesse L. Lasky Feature Play Company.

## Distribuzione
Distribuito dalla Paramount Pictures e dalla Famous Players-Lasky Corporation, il film - presentato da Jesse L. Lasky - uscì nelle sale cinematografiche statunitensi il 14 dicembre 1916.
In Italia venne distribuito dalla Cazzulino nel 1917 con il visto di censura nº12334.
Copia della pellicola viene conservata negli archivi della Library of Congress.